# 목줄

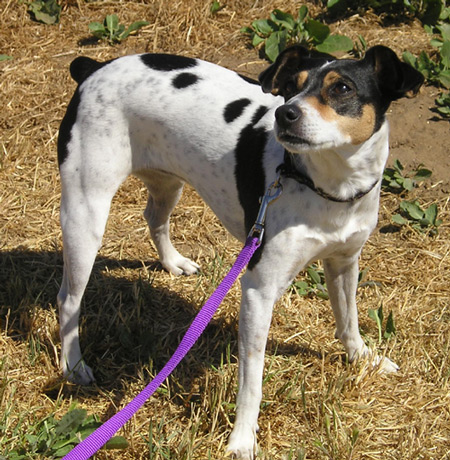
잭 러셀 테리어에 매인 클립형 목줄

목줄은 목이나 머리 부분에 부착함으로써 동물을 통제하기 위해 사용되는 밧줄 또는 유사 물질이다. 영어로는 leash나 lead라는 표현을 사용하며 leash의 경우 영국 영어에서 일반적으로 더 크고(공격적일 수 있는) 동물에 사용하며 lead는 개와 산책할 때 더 흔히 사용된다.

## 목줄의 종류
목줄은 다음을 포함한 여러 형태가 있다.
- 단순 금속 사슬 형태.
- 매우 짧은 클립형 목줄.
- 짧고 부드러운 가죽형 목줄.

자전거 개목줄도 있는데, 특히 자전거에 자신의 애완동물을 탑승시키는 것을 즐기는 사람들을 위해 설계되어 있다. 이 목줄은 플라스틱으로 코딩된 케이블에 알루미늄 튜브를 갖추고 있다. 개의 움직임을 쉽게 하면서도 자전거로부터 안전을 지킬 수 있도록 구성되어 있다.
고양이 목줄도 시장에서 판매되며 애완동물을 자유로이 풀어주는데 불편한 사람들에게 편리함을 준다.

## 같이 보기
- 개 목걸이